# Sande (Baixa Saxônia)
Sande é um município da Alemanha localizado no distrito de Friesland, estado de Baixa Saxônia.

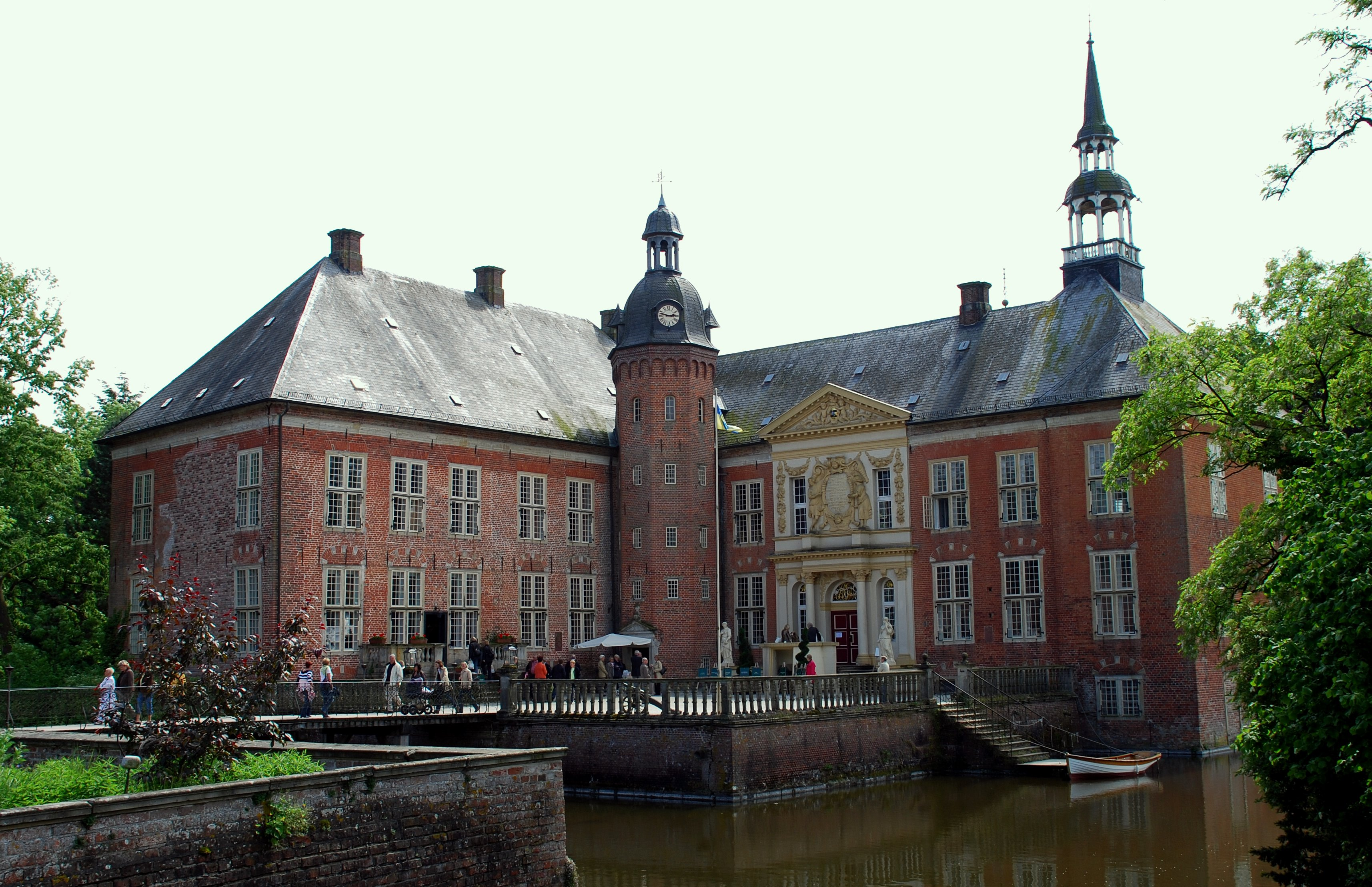
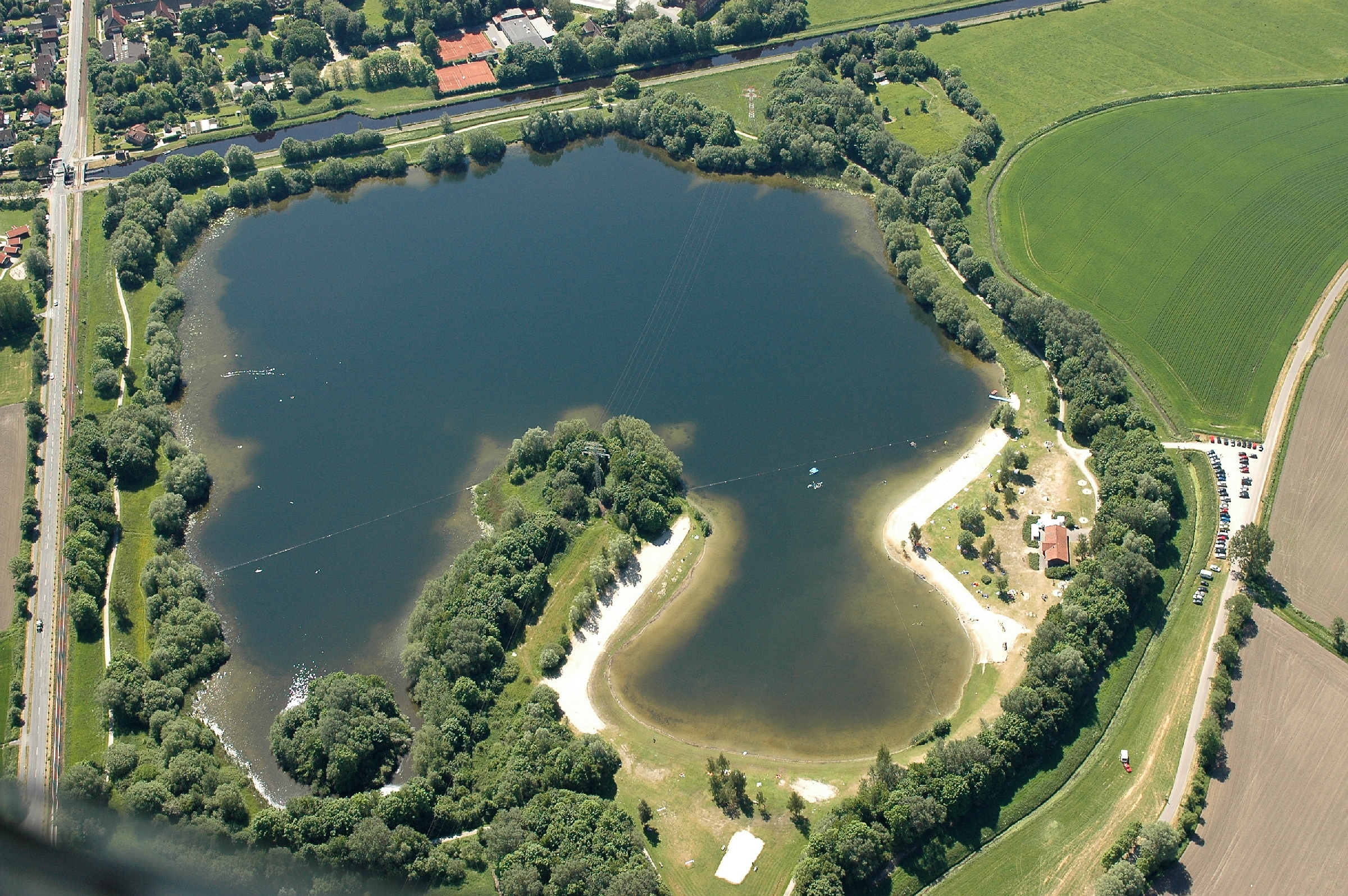
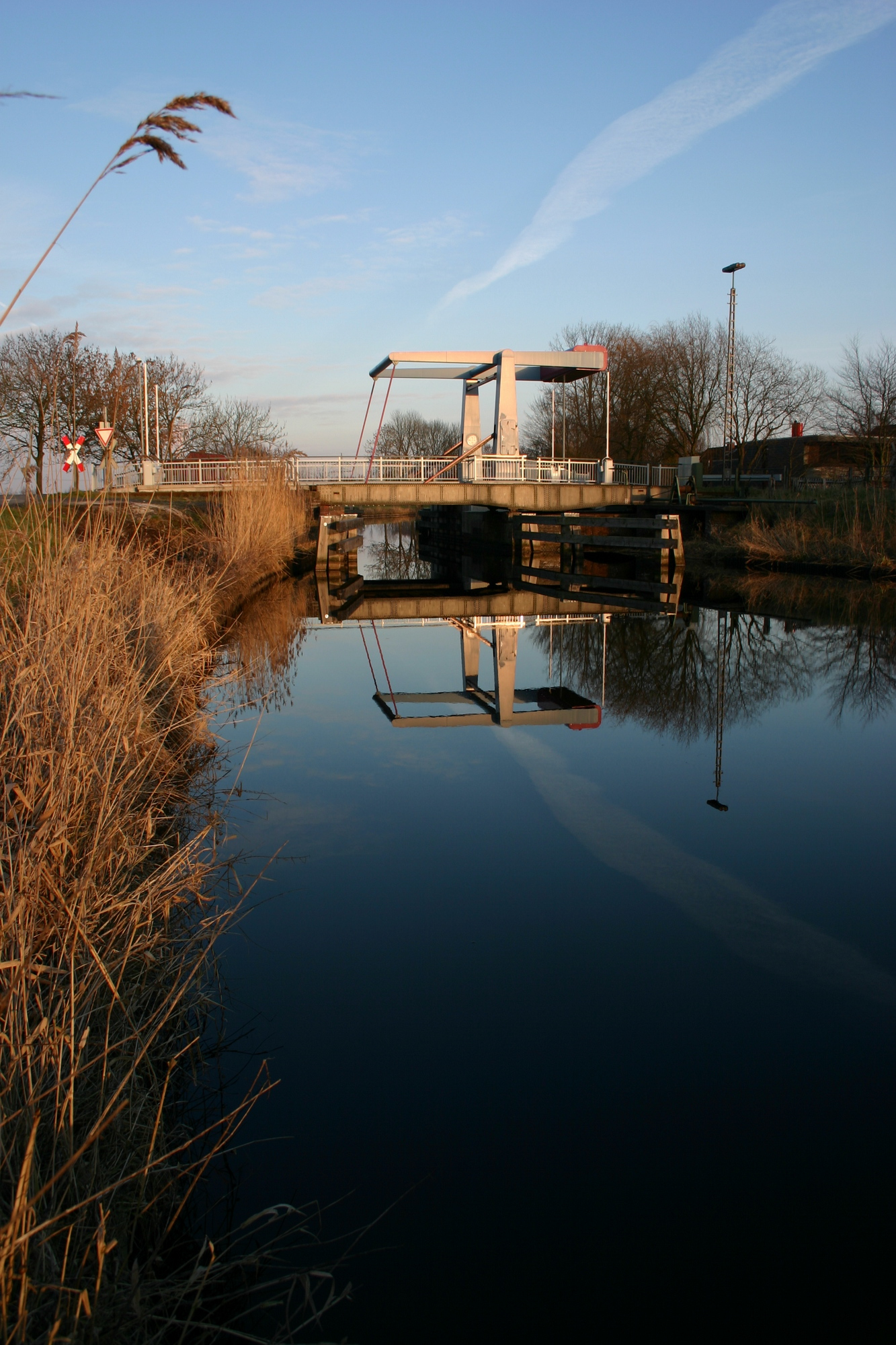
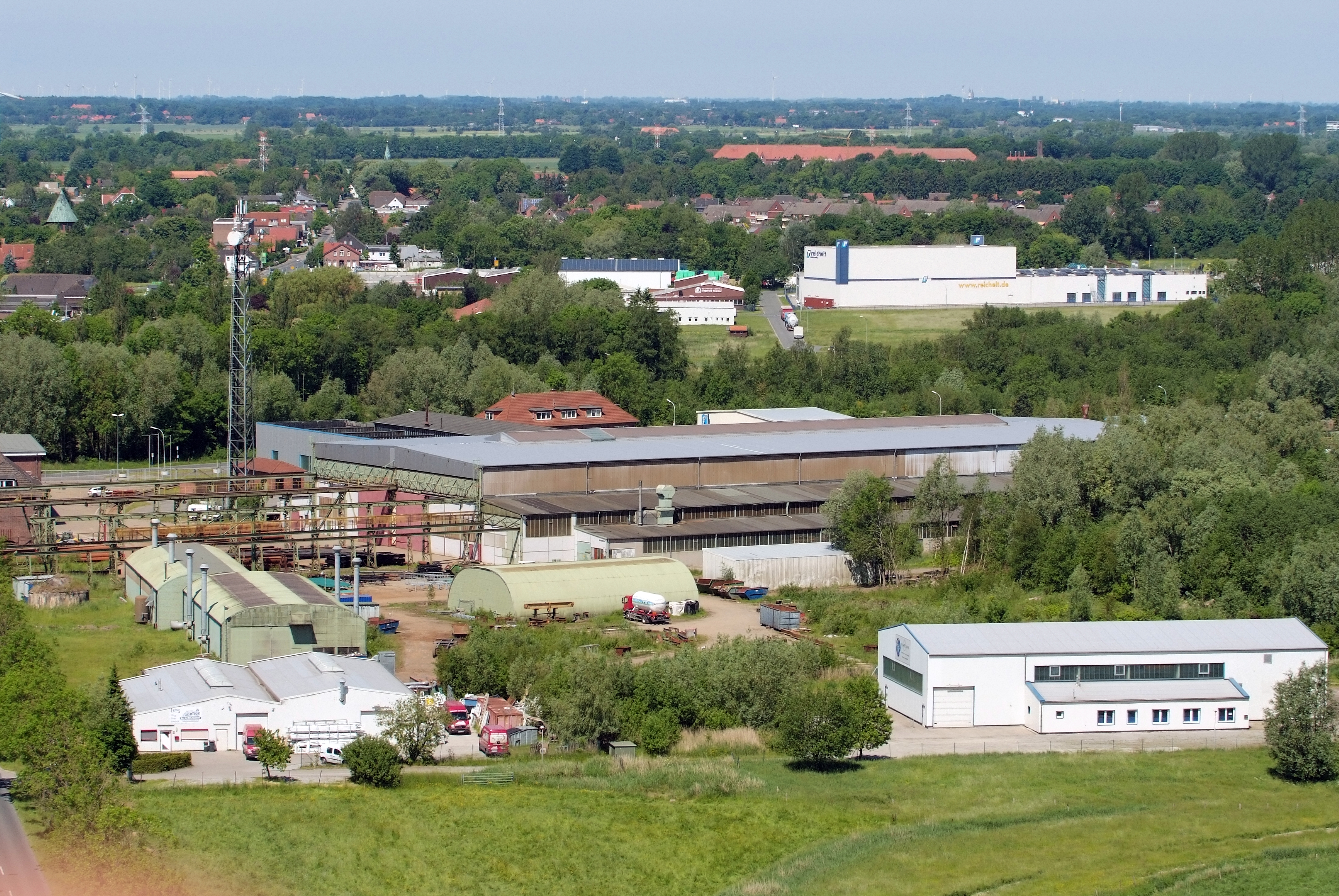